# Pasi Geulima
Pasi Geulima is een bestuurslaag in het regentschap Aceh Jaya van de provincie Atjeh, Indonesië. Pasi Geulima telt 326 inwoners (volkstelling 2010).